# St. Maria (Kloster Sulz)

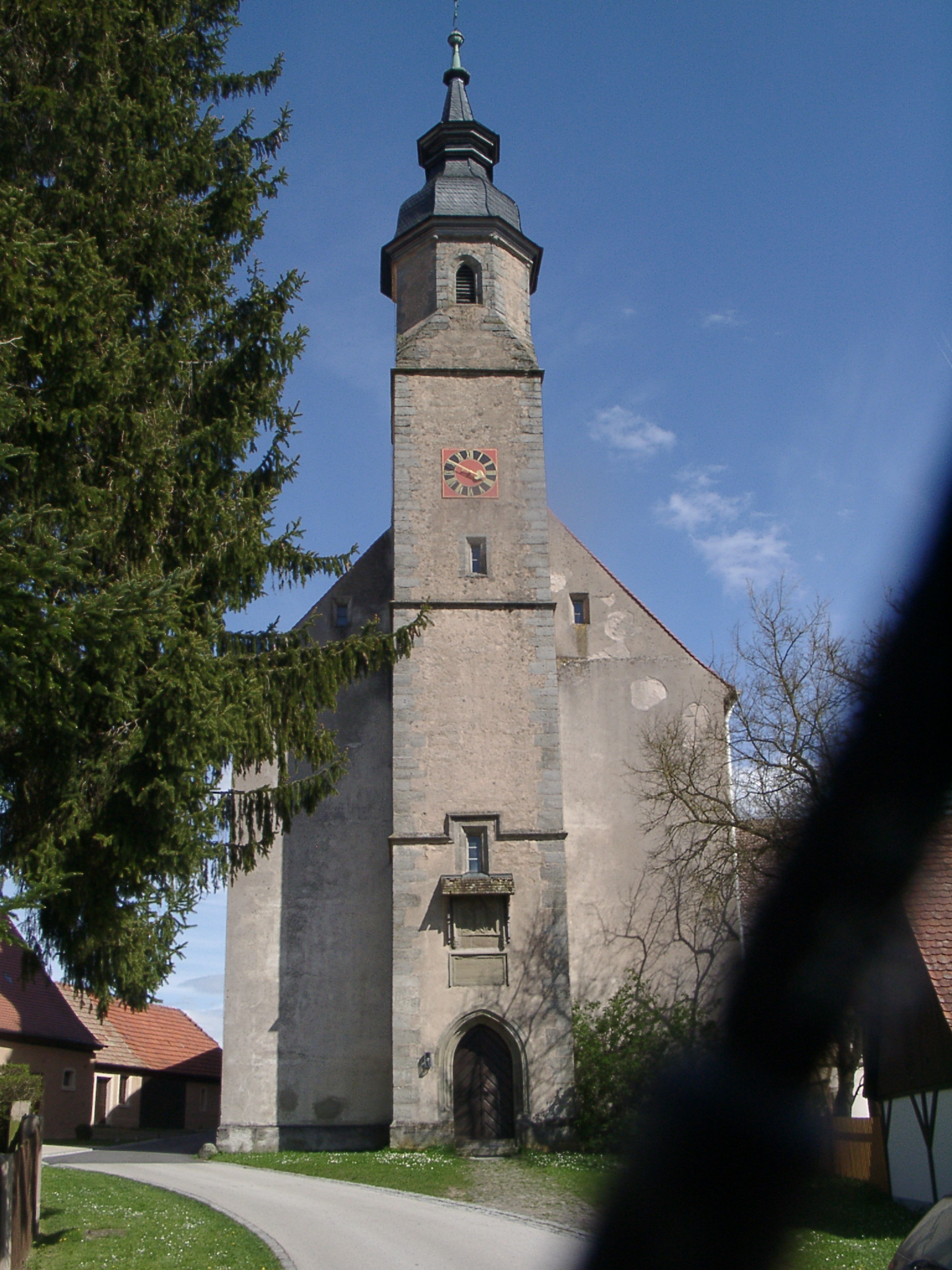
St. Maria in Kloster Sulz

Die evangelische, denkmalgeschützte Pfarrkirche St. Maria war die Stiftskirche des von Prämonstratenserinnen gegründeten ehemaligen Klosters Sulz. Es steht in Kloster Sulz, einem Gemeindeteil des Marktes Dombühl im Landkreis Ansbach (Mittelfranken, Bayern). Das Bauwerk ist unter der Denkmalnummer D-5-71-137-6 als Baudenkmal in der Bayerischen Denkmalliste eingetragen. Die Kirche gehört zum Dekanat Feuchtwangen des Kirchenkreises Ansbach-Würzburg der Evangelisch-Lutherischen Kirche in Bayern.

## Beschreibung
Die gotische Saalkirche wurde 1573 nach mehreren Zerstörungen wiederhergestellt. Sie besteht aus einem Langhaus, einem eingezogenen Chor mit 5/8-Schluss im Osten mit der Sakristei an seiner Südseite, der außen von Strebepfeilern gestützt wird, und einem Fassadenturm im Westen, dessen drittes Geschoss die Turmuhr und dessen viertes Geschoss, das achteckig ist, den Glockenstuhl beherbergt. Bedeckt ist er mit einer Zwiebelhaube. Das Portal im Westen hat ein gestäbtes Gewände. Über ihm sind die Bauinschriften angebracht. Der Altar und die Kanzel stammen aus dem späten 18. Jahrhundert. Die übrige Kirchenausstattung ist neugotisch. Die von Georg Holländer gebaute Orgel hat 14 Register, zwei Manuale und Pedal.